# La dona abandonada
La dona abandonada és una novel·la curta d'Honoré de Balzac que va aparèixer l'any 1832 en la revista La Revue de Paris i es va publicar per primer cop l'any 1833 en el segon volum de les Escenes de la vida provinciana dels Estudis de les costums editat per Madame Béchet. Va ser reeditada l'any 1839 a edicions Charpentier i al 1842 a edició Furne amb dedicatòria de Laure Saint-Martin Permon. Figura doncs a Scènes de la vie privée de La Comèdia humana.

## Resum
A la primavera de 1822, el baró Gaston de Nueil, un jove parisenc, és enviat de convalescència a la Baixa Normandia.Viatja a Bayeux, a prop de la seva família, al bell mig de l'aristrocàcia local. De seguida s'avorreix en aquesta companyia. Descobreix l'existència de la vescomtessa de Beauséant: després d'una aventura desafortunada amb el marquès d'Ajuda-Pinto, que l'ha abandonat, es refugia en un castell de la Baixa Normandia, a Courcelles, on viu en solitari.
Des de llavors emmurallada en el seu castell, refusa tota invitació, limitant les visites, s'allunya del món. La seva misteriosa personalitat i les faules sobre les ves aventures li donen una reputació de persona fora de la norma. Gaston està molt intrigat per aquesta famosa vescomtessa de què tot el món parla, però que ningú veu. S'apropa sovint al seu castell, observa, decideix entrar-hi finalment i, si bé l'ajudant de cambra li fa saber que la vescomtessa no és accessible, aconsegueix ser rebut a través d'un intermediari. Gaston de Nueil és immediatament enlluernat. Allà hi troba el que ell considera el veritable refinament femení. La vescomtessa el rep un altre cop, però ha guardat tot el seu poder de seducció i Gaston se n'enamora. La vescomtessa resisteix amb una fermesa elegant als innocents testimoniatges d'amor del jove i, per fugir-ne, marxa a Ginebra, on Gaston la segueix per retrobar-la. Els dos amants viuen llavors nou anys magnífics que fan abandonar a la vescomtessa el seu terror a l'abandó.
La parella torna a França, Gaston es dedica a solucionar els seus problemes d'herència. La seva família, i en particular la seva mare, dona virtuosa que sempre es va negar a veure la vescomtessa, va destinar Gaston a una noia jove, sense cap interès més enllà de la seva fortuna. Això l'obligaria a renunciar a la seva relació amb la vescomtessa, però ella, desesperada, li farà triar, mostrant-li el seu interès i malgrat la seva diferència d'edat (Gaston té llavors 30 any i la vescomtessa 40), amb l'esperança que Gaston abandonarà la idea d'un casament i tornarà amb ella. Malhauradament, Gaston reacciona de forma fluixa, i li fa saber que l'abandona comunicant-li la seva decisió a través d'una carta, enlloc de precipitar-se als seus peus. Madame de Beauséant li fa saber llavors que ha marxat.
Gaston es casa; Madame de Beauséant és doncs abandonada per segon cop. Gaston, en entendre que ha sacrificat la passió en favor de la quietud burgesa, intentarà tornar amb Madame de Beauséant, però serà en va. Aquesta última li retornarà la seva carta sense llegir-la i fins i tot l'amenaçarà de trencar-la quan Gaston, després d'abandonar la seva dona mentre ella està concentrada en el piano, vindrà a tornar-la a sol·licitar. Sense fer-li cap cas a la seva dona, que és un personatge completament absent en aquest petit relat, se suïcida quasi de casualitat. El narrador relata que, s'hi ho va fer, va ser perquè havia sacrificat l'amor en favot de la comoditat d'una situació.

## Tema
El conte oposa la passió amorosa al confort i la quietud d'una vida monòtona de petit burgès.
Per entendre la importància de la vescomtessa de Beauséant dins de La Comèdia humana, cal haver-la vist evolucionar dins del món parisenc. A El pare Goriot, aquest personatge era la referència parisenca per excel·lència, el saló on calia ser convidat per formar part de les altes esferes. Va ser ella qui va convidar el seu parent -de fet el seu cosí- Eugène de Rastignac a les subtilitats de la vida parisenca, presentant-li Delphine de Nucingen, la filla més jove de Jean-Joachim Goriot que ella acaba convidant, després de diverses negatives, la nit mateixa del seu ball de comiat a Pariís. Aquell ball, en què ella brilla malgrat el seu dolor, serà el seu últim abans del seu exili, car el seu abandó pel marquès li serà una humiliació insuportable.

## Recepció
Segons Charles Dantzig, La Femme abandonnée i L'Illustre Gaudissart van ser els textos més apreciats per Marcel Proust.